# PMD 85
Il PMD 85 (acronimo di Personal Microcomputer with Display) è un personal computer a 8 bit prodotto nel 1985 dalla Tesla di Piešťany e Bratislava nell'allora Cecoslovacchia.
Fu adottato massicciamente nelle scuole in Slovacchia così come lo fu la sua controparte, l'IQ 151, nelle scuole della parte ceca del paese.
La produzione del PMD 85 cessò con la caduta del socialismo avvenuta nel 1989.

## Specifiche tecniche
- CPU MHB8080A clone dell 8080A a 2.048 MHz
- RAM 48 kB
- ROM 4 KB
- Monitor di sistema
- Uscita TV
- Modalità grafica 288×256 pixels con 4 livelli di grigio o colori.
- Interfaccia per registratore a cassette
- Interfaccia per moduli ROM aggiuntivi. Un modulo ROM con il linguaggio BASIC era standard ma erano disponibili altri moduli ROM contenenti altri linguaggi come il Pascal, il Logo ed altri.

## Varianti
- PMD 85, prima versione, prodotto da Tesla Piešťany, con case colorato di bianco e successivamente in altri colori.
- PMD 85, seconda versione, prodotto da Tesla Bratislava, conosciuto come "il" PMD 85, ed a volte etichettato come PMD 85-1.  Case color grigio.
- PMD 85-2 con migliorie a livello del linguaggio BASIC e nuova tastiera ergonomica.
- PMD 85-2A con differente hardware, 8 KB di RAM e maggior memoria disponibile per il BASIC.
- PMD 85-2B dotato di 64 KB di memoria al posto di 16 KB.
- PMD 85-3 con uscita TV con supporto del colore.